# Shelter Point
Der Shelter Point (englisch für Zufluchtsspitze) ist eine Landspitze an der Nordküste Südgeorgiens. Sie liegt am Westufer des Blue Whale Harbour.
Wissenschaftler der britischen Discovery Investigations kartierten die Landspitze im Jahr 1930 und benannten sie nach ihrer geschützten Lage.